# Michael Jamieson
Pour les articles homonymes, voir Jamieson.
Michael Jamieson, né le 5 août 1988 à Glasgow, est un nageur écossais.

## Palmarès

### Jeux olympiques
- Jeux olympiques de 2012 à Londres (Royaume-Uni) :
  -  Médaille d'argent sur 200 m brasse.

### Championnats du monde
- Championnats du monde en petit bassin 2012 à Istanbul (Turquie)
  -  Médaille d'argent du 200 m brasse (2 min 3 s 00)